# Ibănești (gmina w okręgu Botoszany)
Ibănești – gmina w Rumunii, w okręgu Botoszany. Obejmuje miejscowości Dumbrăvița i Ibănești. W 2011 roku liczyła 3901 mieszkańców.